# Elecciones presidenciales de Colombia de 1880
En las elecciones presidenciales de Colombia de 1880 Rafael Núñez consiguió la victoria con una coalición política entre el sector moderado del partido liberal (sector nacional) liderado por Nuñez y el partido conservador; de esta forma logró una contundente derrota del radicalismo liberal, representado por el expresidente del Estado de Antioquia, general Tomás Rengifo, conocido por ser un militar extremadamente violento, lo cual alejó aún más las posibilidades de renovar el triunfo radical.
| Foto | Candidato a presidente | Partido o movimiento                             | Votos |
| ---- | ---------------------- | ------------------------------------------------ | ----- |
|      | Rafael Núñez           | Liberal (sector Nacional, con apoyo conservador) | 7     |
|      | Tomás Rengifo          | Liberal (sector Radical)                         | 2     |

Estados que apoyaron a Rafael Núñez:
- Bolívar
- Magdalena
- Panamá
- Cundinamarca
- Cauca
- Antioquia
- Tolima

Estados que apoyaron a Tomás Rengifo:
- Santander
- Boyacá